# Yurre
Igorre (em basco e oficialmente) ou Yurre (em castelhano) é um município da Espanha na província da Biscaia, comunidade autónoma do País Basco. Faz parte da comarca de Arratia-Nervión e tem 17 km² de área.[carece de fontes?] Em 2021 tinha 4 314 habitantes (densidade: 253,8 hab./km²).